# Джеймі Лі Кертіс

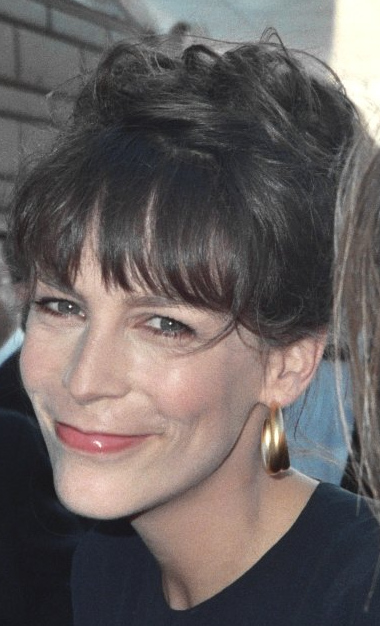
Джеймі Лі Кертіс (1989 р.)

Джеймі Лі Кертіс (англ. Jamie Lee Curtis; нар. 22 листопада 1958, Санта-Моніка, Каліфорнія) — американська акторка, письменниця, громадська діячка; відома на ранніх етапах своєї акторської кар'єри як «королева крику» через свої ролі у низці фільмів жахів початку 1980-х («Хелловін»). Володарка премії «Оскар» за роль в абсурдистській трагікомедії «Все завжди і водночас» (2022), двох премій «Золотий глобус», двох премій Гільдії кіноакторів США та премії BAFTA.

## Життєпис
Народилася 22 листопада 1958 року в Санта-Моніці в сім'ї акторів Джанет Лі та Тоні Кертіса.
Дебютом у кіно для став фільм жахів «Хелловін», який мав величезний успіх і досі вважається одним із найкращих у своєму жанрі. Пізніше було знято безліч стрічок продовження саги (у деяких з них також зіграла Кертіс), проте жодній не вдалося повторити успіх оригінального фільму. Кертіс продовжувала зніматися у фільмах подібного жанру, за що отримала титул «королева крику».
Згодом змінила амплуа і зіграла в декількох комедійних фільмах. Роль у фільмі «Помінятися місцями» принесла їй премію BAFTA за найкращу жіночу роль другого плану. Однією з найвдаліших у її кар'єрі вважається комедія «Рибка на ім'я Ванда», в якій вона зіграла аферистку і за яку була номінована на премію BAFTA за найкращу жіночу роль.
Одночасно зі зйомками в фільмах Кертіс знімалася у телефільмах. За її першу головну роль у телесеріалі «Тільки любов» вона отримала «Золотий глобус» в номінації «Найкраща жіноча роль у телесеріалі — комедія або мюзикл».
1994 року зіграла з Арнольдом Шварценеггером в комедійному бойовику «Правдива брехня», за котрий отримала «Золотий глобус» в номінації «Найкраща жіноча роль — комедія або мюзикл». У фільмі «Шалена п'ятниця» напарницею Кертіс на майданчику була скандально відома Ліндсі Лоан. А 2004 року виходить ще одна комедія за участю Кертіс — «Різдво з невдахами».
Відома у світі не тільки як провідна акторка Голівуду, а і як письменниця. Її книжки «Today I Feel Silly» і «Other Moods That Make My Day» вважаються бестселерами.
У 2022 році за роль інспекторки Служби внутрішніх доходів в абсурдистській трагікомедії «Все завжди і водночас» була нагороджена низкою премій, зокрема першим «Оскаром». Роль старіючої колишньої танцівниці в драмі «Остання танцівниця» (2024) була вкрай високо сприйнята критиками та принесла Кертіс додаткові номінації на премію BAFTA та премію Гільдії кіноакторів США.
Одружена з актором Крістофер Гестом, англійським лордом і 5-м бароном Хейден-Гесте. Вони виховують двох прийомних дітей. Також Кертіс — хрещена мати актора Джейка Джілленгола.

## Громадянська позиція
У березні 2022 року, після початку повномасштабного наступу росії на Україну, відвідала церемонію нагородження премії «Оскар» із стрічкою «Підтримую переселенців».

## Фільмографія
| Рік  | Фільм                     | Оригінальна назва фільму          | Роль                    |
| ---- | ------------------------- | --------------------------------- | ----------------------- |
| 1977 | Коломбо                   | Columbo                           | (серія № 40)            |
| 1978 | Хелловін                  | Halloween                         | Лорі Строуд             |
| 1980 | Туман                     | The Fog                           | Елізабет Соллі          |
| 1980 | Шкільний бал              | Prom Night                        | Кім Гаммонд             |
| 1980 | Потяг терору              | Terror Train                      | Алана Максвелл          |
| 1981 | Ігри на дорогах           | Roadgames                         | Памела                  |
| 1981 | Хелловін 2                | Halloween II                      | Лорі Строуд             |
| 1983 | Помінятися місцями        | Trading Places                    | Офелія                  |
| 1984 | Любовні листи             | Love Letters                      | Анна Вінтер             |
| 1984 | Грендв'ю, США             | Grandview, U.S.A.                 | Мішель                  |
| 1985 | Ідеально                  | Perfect                           | Джессі Вілсон           |
| 1986 | На схилі років            | As Summers Die                    |                         |
| 1987 | Дивовижна Грейс і Чак     | Amazing Grace and Chuck           | Лінн Тейлор             |
| 1987 | Закоханий чоловік         | A Man in Love                     | Сюзен Елліот            |
| 1988 | Домінік і Юджин           | Dominick and Eugene               | Дженніфер Рестон        |
| 1988 | Рибка на ім'я Ванда       | A Fish Called Wanda               | Ванда                   |
| 1990 | Блакитна сталь            | Blue Steel                        | Меган Тернер            |
| 1991 | Логіка району Квінс       | Queens Logic                      | Грейс                   |
| 1991 | Моя дочка                 | My Girl                           | Шеллі Девото            |
| 1992 | Вічно молодий             | Forever Young                     | Клейр Купер             |
| 1991 | Моя дочка 2               | My Girl 2                         | Шеллі Девото            |
| 1994 | Мамині діти               | Mother's Boys                     | Джудіт                  |
| 1994 | Правдива брехня           | True Lies                         | Гелен Таскер            |
| 1995 | Хроніки з життя Гейді     | The Heidi Chronicles              | Гейді                   |
| 1996 | Домашній арешт            | House Arrest                      | Жанет Бейндорф          |
| 1997 | Люті створіння            | Fierce Creatures                  | Вілла Вестон            |
| 1998 | Хелловін: 20 років потому | Halloween H20: 20 Years Later     | Лорі Строуд / Кері Тейт |
| 1999 | Вірус                     | Virus                             | Келлі Фостер            |
| 2000 | Втопимо Мону!             | Drowning Mona                     | Рона Мейс               |
| 2001 | Кравець з Панами          | The Tailor of Panama              | Луїза Пендел            |
| 2002 | Хелловін: Воскресіння     | Halloween: Resurrection           | Лорі Строуд             |
| 2003 | Шалена п'ятниця           | Freaky Friday                     | Тесс Коулман            |
| 2004 | Різдво з невдахами        | Christmas with the Kranks         | Тесс Коулман            |
| 2005 | Я і мій малюк             | The Kid & I                       |                         |
| 2008 | Крихітка з Беверлі-Гіллз  | Beverly Hills Chihuahua           | Вів'єн Еш               |
| 2010 | Знову ти                  | You Again                         | Гейл                    |
| 2014 | Вероніка Марс             | Veronica Mars                     |                         |
| 2018 | Хелловін                  | Halloween                         | Лорі Строуд             |
| 2018 | Прийнятна втрата          | An Acceptable Loss                | Рейчел                  |
| 2019 | Ножі наголо               | Knives Out                        | Лінда Драйсдейл         |
| 2021 | Хелловін вбиває           | Halloween Kills                   | Лорі Строуд             |
| 2022 | Все завжди і водночас     | Everything Everywhere All at Once | Дейдра Бобейбр          |
| 2022 | Хелловін. Кінець          | Halloween Ends                    | Лорі Строуд             |
| 2023 | Маєток з привидами        | Haunted Mansion                   | мадам Леота             |
| 2024 | Бордерлендс               | Borderlands                       | Патрісія Танніс         |
| 2024 | Остання танцівниця        | The Last Showgirl                 | Аннетт                  |
| 2025 | Шалена п'ятниця 2         | Freakier Friday                   | Тесс Коулман            |
| 2025 | Елла Маккей               | Ella McCay                        |                         |